# 균역청
균역청(均役廳)은 1751년(영조 27년) 균역법의 시행을 담당하기 위해 설치된 관청으로, 균청(均廳)이라고도 한다. 이 군사 부대의 군량미 창고로는 남창(南倉)이 있었다.
1750년(영조 26년)에 균역절목청을 설치하여 다음 해 9월 균역법을 실시하면서 정식 관아가 되었다. 이 균역청은 전의감(典醫監)에 설치되었으며, 당시 예조판서 신만(申晩), 이조판서 김상노(金尙魯), 사직(司直) 조영국(趙榮國)·홍계희(洪啓禧)가 당상(堂上)이 되었다.
1753년(영조 29년)에 선혜청에 흡수‧통합되었다.

## 같이 보기
- 균역청 사목
- 균역법
- 선혜청